# Робинсон (Илиноис)
Робинсон (енгл. Robinson) град је у америчкој савезној држави Илиноис. По попису становништва из 2010. у њему је живело 7.713 становника.

## Демографија
Према попису становништва из 2010. у граду је живело 7.713 становника, што је 891 (13,1%) становника више него 2000. године.
| Група             | 2000.         | 2010.         |
| Белци             | 6.475 (94,9%) | 6.414 (83,2%) |
| Афроамериканци    | 79 (1,2%)     | 877 (11,4%)   |
| Азијати           | 43 (0,6%)     | 58 (0,8%)     |
| Хиспаноамериканци | 118 (1,7%)    | 274 (3,6%)    |
| Укупно            | 6.822         | 7.713         |